# Jaleshwor
Jaleshwar (Nepalees: जलेश्वर) is een stad (Engels: municipality; Nepalees: nagarpalika) in het zuidoosten van Nepal, en tevens de hoofdplaats van het district Mahottari.